# Gira de los Leones Británico-Irlandeses 1997
La Gira de los Leones Británicos e Irlandeses 1997 fue el 28 tour internacional de rugby de los europeos que tuvo lugar en Sudáfrica desde el 24 de mayo al 5 de julio.
Fue la primera gira que se realizó en el profesionalismo, la primera vez que Sudáfrica recibió a los Lions desde la caída del apartheid en 1992 y la última del siglo XX.

## Plantel
El escocés McGeechan (50 años) fue el entrenador en jefe por tercera vez consecutiva y lo asistió su compatriota Jim Telfer.
|                           | Jugador            | Edad    | Posición      | Pruebas | Equipo             |
| ------------------------- | ------------------ | ------- | ------------- | ------- | ------------------ |
| Hookers y Pilares         |                    |         |               |         |                    |
|                           | Jason Leonard      | años    | Pilar         | x       |                    |
|                           | Mark Regan         | años    | Hooker        | x       |                    |
|                           | Graham Rowntree    | años    | Pilar         | x       |                    |
| 1                         | Tom Smith          | 25 años | Pilar         | 0       | Caledonia Reds     |
| 3                         | Paul Wallace       | 25 años | Pilar         | 0       | Saracens           |
|                           | Barry Williams     | años    | Hooker        | x       |                    |
| 2                         | Keith Wood         | 25 años | Hooker        | 0       | Harlequins FC      |
|                           | Dai Young          | años    | Pilar         | x       |                    |
| Segundas líneas           |                    |         |               |         |                    |
| 5                         | Jeremy Davidson    | 23 años | Segunda línea | 0       | Ulster Rugby       |
| 4                         | Martin Johnson     | 27 años | Segunda línea | 2       | Leicester Tigers   |
|                           | Nigel Redman       | 32 años | Segunda línea | 0       | Bath Rugby         |
|                           | Simon Shaw         | años    | Segunda línea | x       |                    |
|                           | Doddie Weir        | años    | Segunda línea | x       |                    |
| Alas y Octavos            |                    |         |               |         |                    |
|                           | Neil Back          | años    | Ala           | x       |                    |
| 6                         | Lawrence Dallaglio | 24 años | Ala           | 0       | Wasps RFC          |
|                           | Tony Diprose       | años    | Octavo        | x       |                    |
| 7                         | Richard Hill       | 24 años | Ala           | 0       | Saracens           |
|                           | Eric Miller        | años    | Ala           | x       |                    |
|                           | Scott Quinnell     | años    | Octavo        | x       |                    |
| 8                         | Tim Rodber         | 27 años | Octavo        | 0       | Northampton Saints |
|                           | Rob Wainwright     | años    | Ala           | x       |                    |
| Medios scrums             |                    |         |               |         |                    |
|                           | Kyran Bracken      | años    | Medio scrum   | x       |                    |
| 9                         | Matt Dawson        | 24 años | Medio scrum   | 0       | Northampton Saints |
|                           | Austin Healey      | años    | Medio scrum   | x       |                    |
|                           | Rob Howley         | años    | Medio scrum   | x       |                    |
| Aperturas y Centros       |                    |         |               |         |                    |
|                           | Allan Bateman      | años    | Centro        | x       |                    |
|                           | Mike Catt          | 25 años | Apertura      | 0       | Bath Rugby         |
| 13                        | Scott Gibbs        | 26 años | Centro        | 3       | Swansea RFC        |
|                           | Paul Grayson       | años    | Apertura      | x       |                    |
|                           | Will Greenwood     | años    | Centro        | x       |                    |
| 12                        | Jeremy Guscott     | 31 años | Centro        | 6       | Bath Rugby         |
| 10                        | Gregor Townsend    | 24 años | Apertura      | 0       | Northampton Saints |
| Fullbacks y Wings         |                    |         |               |         |                    |
|                           | Nick Beal          | años    | Fullback      | x       |                    |
| 14                        | John Bentley       | años    | Wing          | x       |                    |
|                           | Ieuan Evans        | años    | Wing          | x       |                    |
| 15                        | Neil Jenkins       | 25 años | Fullback      | 0       | Pontypridd RFC     |
|                           | Tony Stanger       | años    | Wing          | x       |                    |
|                           | Tim Stimpson       | años    | Fullback      | x       |                    |
| 11                        | Alan Tait          | años    | Wing          | x       |                    |
|                           | Tony Underwood     | años    | Wing          | x       |                    |
| Entrenador: Ian McGeechan |                    |         |               |         |                    |

## Historia
Debido a la política del apartheid se había prohibido que los Lions visiten Sudáfrica desde hacía años, es por eso que la última vez que sudafricanos y británico-irlandeses se enfrentaron fue en la Gira de Sudáfrica 1980. A su vez la última victoria de los europeos ocurrió en la Gira de Sudáfrica 1974.
La Copa Mundial de 1995 fue ganada por una fuerte selección sudafricana, pero estaba en declive y con una fuerte crisis; el técnico André Markgraaff había sido despedido por racismo, el capitán Francois Pienaar despedido y los Springboks solo habían ganado una prueba en el Torneo de las Tres Naciones 1996. Sin embargo, nadie creía en una victoria de los Leones.

## Partidos de entrenamiento
| Fecha       | Rival                      | Resultado |        | Lugar                   | Espectadores | Ciudad          |
| ----------- | -------------------------- | --------- | ------ | ----------------------- | ------------ | --------------- |
| 24 de mayo  | Eastern Province Elephants | 11 – 39   | Leones | Estadio Boet Erasmus    | ¿?           | Gqeberha        |
| 28 de mayo  | Border Bulldogs            | 14 – 18   | Leones | Estadio Buffalo City    | ¿?           | East London     |
| 31 de mayo  | Western Province           | 21 – 38   | Leones | Estadio Newlands        | ¿?           | Ciudad del Cabo |
| 4 de junio  | Pumas                      | 14 – 64   | Leones | Estadio Witbank         | ¿?           | Emalahleni      |
| 7 de junio  | Blue Bulls                 | 35 – 30   | Leones | Estadio Loftus Versfeld | ¿?           | Pretoria        |
| 11 de junio | Golden Lions               | 14 – 20   | Leones | Estadio Ellis Park      | ¿?           | Johannesburgo   |
| 14 de junio | Natal Sharks               | 12 – 42   | Leones | Estadio Kings Park      | ¿?           | Durban          |
| 17 de junio | Sudáfrica A                | 22 – 51   | Leones | Estadio Boland          | ¿?           | Wellington      |
| 24 de junio | Free State Cheetahs        | 30 – 52   | Leones | Estadio Free State      | ¿?           | Bloemfontein    |
| 1 de julio  | Griffons                   | 39 – 67   | Leones | Estadio North West      | ¿?           | Welkom          |

## Springboks
Entrenador: Carel du Plessis
Forwards
- Mark Andrews
- James Dalton
- Naka Drotské
- Os du Randt
- Adrian Garvey
- Ruben Kruger
- Krynauw Otto
- Hannes Strydom
- Werner Swanepoel
- Gary Teichmann
- Dawie Theron
- Fritz van Heerden
- André Venter

Backs
- Russell Bennett
- Jannie de Beer
- Henry Honiball
- André Joubert
- Edrich Lubbe
- Percy Montgomery
- Japie Mulder
- Pieter Rossouw
- James Small
- André Snyman
- Werner Swanepoel
- Justin Swart
- Joost van der Westhuizen
- Danie van Schalkwyk
- Boeta Wessels

## Pruebas
Primera fecha
| 21 de junio | Sudáfrica                                     | 16 – 25 | Leones                                | Estadio Newlands, Ciudad del Cabo                       |                                                         |
|             | Tries Du Randt Bennett Penales Lubbe Honiball |         | Tries Dawson Tait Penales (5) Jenkins | Asistencia: 46.100 espectadores Árbitro(s): Colin Hawke | Asistencia: 46.100 espectadores Árbitro(s): Colin Hawke |

### Prueba clave
| 28 de junio | Sudáfrica                                   | 15 – 18 | Leones                           | Estadio Kings Park, Durban                              |                                                         |
|             | Tries Van der Westhuizen Montgomery Joubert |         | Penales (5) Jenkins Drop Guscott | Asistencia: 52.400 espectadores Árbitro(s): Didier Mene | Asistencia: 52.400 espectadores Árbitro(s): Didier Mene |

### Última fecha
| 5 de julio | Sudáfrica                                                                                                | 35 – 16 | Leones                                            | Estadio Ellis Park, Johannesburgo                          |                                                            |
|            | Tries Van der Westhuizen Montgomery Snyman Rossouw Conversiones De Beer (2) Honiball Penales De Beer (3) |         | Try Dawson Conversión Jenkins Penales (3) Jenkins | Asistencia: 62.000 espectadores Árbitro(s): Wayne Erickson | Asistencia: 62.000 espectadores Árbitro(s): Wayne Erickson |